# Гамбуляно
Гамбуля̀но (на италиански: Gambugliano; на венециански: Gambujan, Гамбуян) е село и община в Северна Италия, провинция Виченца, регион Венето. Разположено е на 133 m надморска височина. Населението на общината е 846 души (към 2015 г.).